# Karina Gabriela Navarrete Dueñas
Karina Gabriela Navarrete Dueñas (n. Guayaquil, Ecuador, 10 de mayo de 1982) es una destacada deportista ecuatoriana de la especialidad de triatlón que fue campeona suramericana en Medellín 2010.
Luego de su retiro de atleta de alto rendimiento y representante del país en varias competencias del ciclo olímpico, se dedicó a entrenar a niños, jóvenes y adultos. Realizó eventos deportivos en el país.

## Trayectoria y logros
Karina Gabriela Navarrete Dueñas obtuvo la medalla de oro de los Juegos Suramericanos de playa Uruguay.
La trayectoria deportiva de Karina Gabriela Navarrete Dueñas se identifica por su participación en los siguientes eventos nacionales e internacionales: 
Fue reconocido su triunfo de ser la quinta deportista con el mayor número de medallas de la selección de  Ecuador en los juegos de Medellín 2010. 

### Juegos Suramericanos

#### Juegos Suramericanos de Medellín 2010
Su desempeño en la novena edición de los juegos se identificó por obtener un total de 2 medallas:

- Medalla de plata: Velocidad Distancia Triatlón Equipo Mujeres
- Medalla de bronce: Triatlón Distancia Olímpica Equipo Mujeres

Historial - campeonatos
| Año  | Competición                                   | Resultado | Lugar                  | Prueba     |
| ---- | --------------------------------------------- | --------- | ---------------------- | ---------- |
| 2007 | Margarita ITU Pan American Cup Isla Venezuela | Bronce    | Venezuela              | Individual |
| 2007 | Iberoamericanos de Triatlón                   | 4.º lugar | Colombia - Bogotá      | Individual |
| 2009 | Media Maratón                                 | Plata     | Estados Unidos - Miami | Individual |
| 2009 | Juegos Suramericanos de playa (ODESUR)        | Oro       | Uruguay 2009 triatlón  | Individual |
| 2012 | Copa Panamericana Salinas distancia Sprint    | Plata     | Salinas                | Individual |
| 2012 | Juegos Bolivarianos de Playa                  | Plata     | Perú - Lima            | Equipo     |
| 2012 | Juegos Bolivarianos de Playa lima             | Plata     | Perú - Lima            | Duo        |

| Año  | Competición                                                        | Resultado | Lugar            | Prueba     |
| ---- | ------------------------------------------------------------------ | --------- | ---------------- | ---------- |
| 2004 | World Cup Germany Munich Marktoberdorf Biathle - pentatlón moderno | 6.º lugar | Mundial Alemania | Individual |
| 2005 | Biathle - pentatlón moderno alrededor del mundo                    | 4.º lugar | Mundial Mónaco   | Individual |